# Andrés Ramiro Escobar
Andrés Ramiro Escobar Díaz (Puerto Tejada, 14 maggio 1991) è un calciatore colombiano, centrocampista del Nueva Chicago.
È soprannominato Manga.

## Caratteristiche tecniche
Escobar è un giocatore molto veloce, dotato di una buona tecnica e di un buon dribbling.

## Carriera

### Club
Originario del dipartimento di Cauca, inizia la carriera agonistica nel Deportivo Cali.
Con la società biancoverde vince la Copa Colombia del 2010, segnando nelle finali contro l'Itagüí Ditairessia nell'incontro di andata, sia in quello di ritorno.
Il 31 agosto 2011 si trasferisce alla Dinamo Kiev a titolo definitivo, squadra con cui firma un contratto quinquennale. Il cartellino è costato 1,8 milioni di euro.
La stagione seguente torna a militare nel Deportivo Cali.

### Nazionale
Con la nazionale Under-20 colombiana ha vinto il Torneo di Tolone 2011, giocandovi quattro incontri. Lo stesso anno è inserito nella rosa dei convocati per disputare il Mondiale U20 di Colombia 2011.

## Palmarès

### Club

#### Competizioni nazionali
- Copa Colombia: 1

Deportivo Cali: 2010

### Nazionale
- Torneo di Tolone: 1

2011